# Abdul Salis
Abdul Salis est un acteur britannique et ghanéen né le 6 juillet 1979 à Londres en Angleterre.

## Filmographie

### Cinéma
- 2003 : Love Actually : Tony
- 2004 : Welcome Home : Isaac
- 2005 : Sahara : Oumar
- 2005 : Animal : Julius Martin
- 2006 : Flyboys : Eugene Skinner
- 2017 : Trendy : DS Caldwell
- 2019 : National Theatre Live: Present Laughter : Morris Dixon
- 2024 : Mufasa : Le Roi lion : Chigaru
- 2025 : F1 : Dodge

### Télévision
- 2002 : The Hidden City : Vince
- 2003 : Trevor's World of Sport : Barry (7 épisodes)
- 2003-2009 : Casualty : Curtis Cooper, Folarin Adeyou et Noble Jones (65 épisodes)
- 2005-2007 : Dubplate Drama : Melvin (4 épisodes)
- 2006 : Doctor Who : Kel (1 épisode)
- 2007 : The Bill : Eamon McKenzie (1 épisode)
- 2008 : M.I. High : Ben Lacey (1 épisode)
- 2010 : Outnumbered : Tony (1 épisode)
- 2011 : Strike Back : Jacoub (2 épisodes)
- 2013 : Doctors : Marlon Simmons (1 épisode)
- 2019 : EastEnders : Caden James (2 épisodes)
- 2021-2023 : La Roue du temps : Eamon Valda (4 épisodes)
- 2022 : Better Things : Lloyd Brothers (1 épisode)
- 2022 : Hard Cell : Sebastian (3 épisodes)

### Jeu vidéo
- 2022 : The Dark Pictures Anthology: The Devil in Me : Joseph